# Cisa (Göttin)

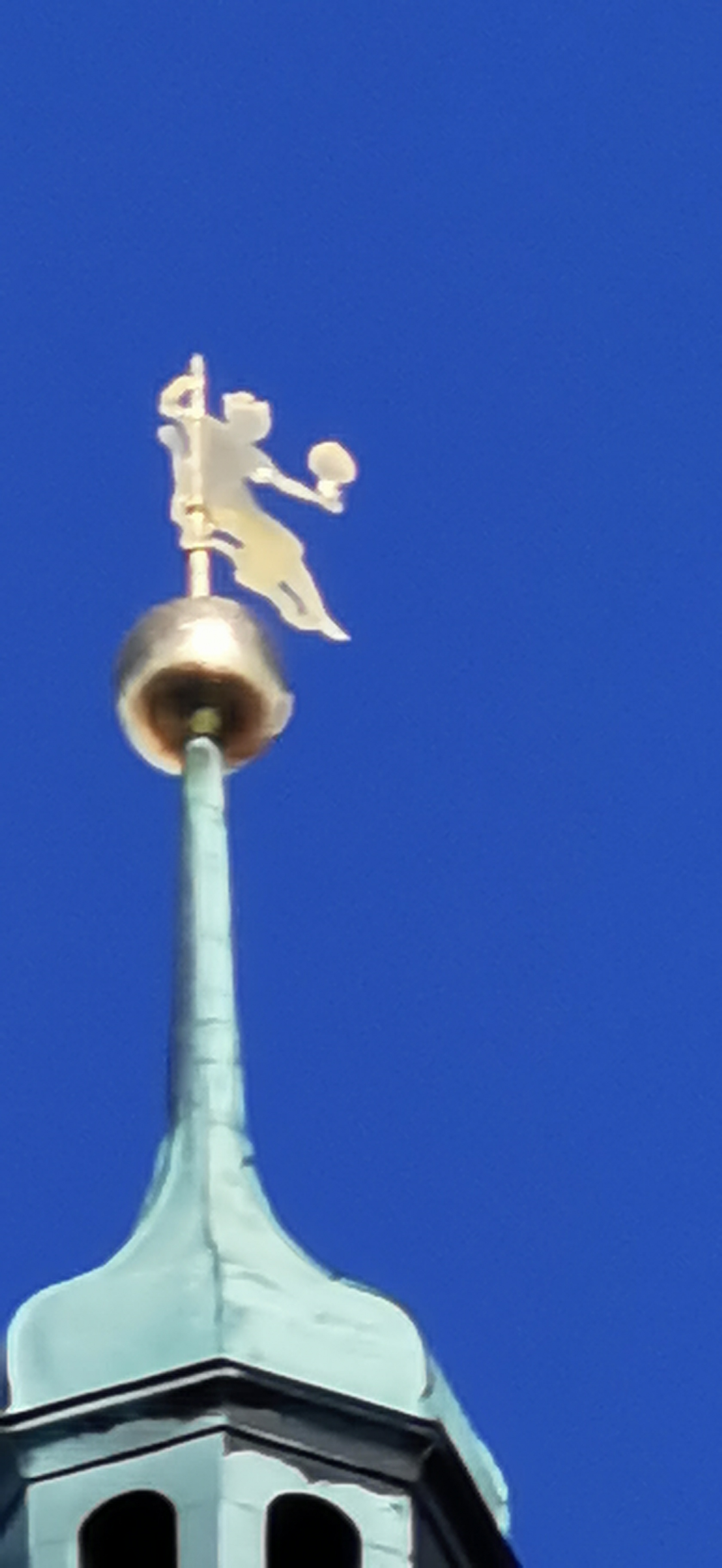
Die Göttin Cisa auf der Spitze des Perlachturmes

Cisa, auch Cysa, Ciza, Zisa, ist eine angebliche Göttin, die ehemals in Augsburg verehrt worden sein soll.

## Überlieferung
Cisa wird in mehreren mittelalterlichen Quellen (12.–14. Jahrhundert) erwähnt. Der in den verschiedenen Büchern einheitliche Text wird als ein Auszug einer Gallischen Geschichte (excerptum ex Gallica historia) bezeichnet. Auch Melchior Goldast übernahm den Text nahezu wörtlich. Im pseudohistorischen Text, der einen angeblichen Sieg über die Römer schildert, wird auch die Verehrung der suebischen Göttin Cisa erwähnt. Nach ihr soll Augsburg ehemals Cizaris genannt worden sein. Die Göttin habe, so die Quellen, einen hölzernen Tempel in barbarischer Weise gehabt und einen eigenen Festtag, den dies Cize, der mit Spiel und Lustbarkeiten begangen wurde, und zwar am 59. Tag nach dem 1. August, also am 29. September.

## Rezeption
Neben Goldast haben auch andere Autoren den Text verarbeitet, so der Geistliche Küchlin in seinem Lobpreis Herkommen der Stadt Augsburg (um 1440) zu Ehren des augsburgischen Bürgermeisters Peter Egen:
sie bauten einen tempel groß darin
zu eren Zise der abgöttin.
die sie nach heidnischem sitten
anbetten zu denselben ziten
Der Berg, auf dem der Tempel gestanden habe, hieß nach Küchlin Zisenberk.
Der Bibliothekar Christian August Vulpius (1762–1827) führte in seinem 1826 herausgegebenen mythologischen Handbuch Ciza als sorbische Göttin der Fruchtbarkeit an und „als Cisara eine Art Ceres bei den Vindeliciern“, die einen Altar in Augsburg gehabt habe. An ihrem Feste sei Getreide in Gefäße geschüttet worden.

## Religionsforschung
Jacob Grimm druckte in seinem grundlegenden Werk Deutsche Mythologie die mittelalterlichen Texte ab. Obwohl er feststellte, dass der mittelalterliche Text von „unheilbaren Widersprüchen“ durchsetzt sei, schenkte er dem Bericht über Cisa Glauben:
„Aber all der unsinn, den sie enthält, hebt den werth der merkwürdigen überlieferung für uns nicht auf.“
Grimm versuchte einen Zusammenhang mit der von Tacitus erwähnten Isis herzustellen und kam zum Schlusse, dass Cisa wohl die weibliche Form von Ziu gewesen sei. Den eigentümlichen Namen Cisara für Augsburg interpretierte er als *Cisae ara, „Cisas Altar“. Im Nachtrag nennt er noch andere Ortsnamen, die nach der Göttin benannt sein könnten, darunter das rhätische Zizers.
Spätere Forscher sind sich einig, dass der pseudohistorische Text mit seinen anachronistischen Widersprüchlichkeiten schlichtweg keinen vertrauenswürdigen Quellenwert habe und die Göttin Cisa somit „aus den Glaubenvorstellungen der alten Deutschen zu streichen“ sei.
In neopaganen Kreisen wird Zisa teilweise als historische Göttin betrachtet.